# Nukleoid

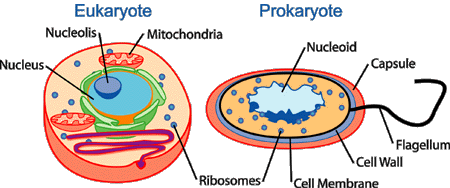
Srovnání eukaryotické
a prokaryotické buňky, uprostřed prokaryotické je kruhovitý nukleoid.

Nukleoid (nukleoplazmatická oblast, centrální oblast, genofor, atp.) je dvoušroubovicová kruhová molekula DNA, která je charakteristická pro prokaryotické buňky bakterií a archeí. Někdy se označuje jako prokaryotický chromozom. Většinou je na rozdíl od běžných chromozomů přítomen jen jeden nukleoid. Obsahuje genetickou informaci.
Nukleoid je složen ze 60 % z DNA a dále z proteinů a RNA. Z proteinů jsou nejčastější transkripční faktory, z ribonukleových kyselin především mRNA. Na rozdíl od histonových proteinů (typických pro Eukaryota) transkripční faktory netvoří nukleozomy.